# Рота міліції «Торнадо»
Рота патрульної служби міліції особливого призначення «Торнадо» (РПСМОП «Торнадо») — колишній спецпідрозділ міліції громадської безпеки ГУМВС України у Луганській області.

## Історія

### Створення
Після розформування у зв'язку з частими випадками мародерства батальйону міліції особливого призначення «Шахтарськ» особовий склад був поділений на дві групи: підрозділ МВС «Свята Марія», куди увійшли добровольці з «Шахтарську» та «Азову» від політичної партії «Братство» Дмитра Корчинського, та групу співробітників МВС, переважно жителів Луганської та Донецької областей, з яких було вирішено створити новий добровольчий підрозділ МВС «Торнадо».
23 жовтня в Запоріжжі у пресцентрі «TEZIS.TV» пройшла презентація нового спецпідрозділу МВС журналістам та представникам громадськості. Командир Данило Воля (псевдо — «Перший») зазначив, що підрозділ буде функціонувати у складі роти. Основне завдання — протидія сепаратизму на сході України. Особовий склад «Торнадо» планує виконувати завдання розвідувально-диверсійного характеру.
Значна кількість працівників роти є колишніми засудженими, в тому числі неодноразово.
Наказом Міністра внутрішніх справ України від 22 грудня 2014 року № 1384 у структурі міліції громадської безпеки ГУМВС України у Луганській області на базі розформованого добровольчого батальйону «Шахтарськ» створено роту патрульної служби міліції особливого призначення «Торнадо», командиром якої за наказом ГУМВС України у Луганській області від 24 грудня 2014 року № 440 о/с призначено лейтенанта міліції Онищенка Руслана Ілліча.

### Відправка в зону бойових дій
Спочатку рота попрямувала в Запоріжжя, але після конфлікту з місцевою владою перебазувалася в Луганську область.
Командир роти вирішив створити всередині очолюваного ним міліцейського підрозділу організовану групу з числа його окремих співробітників з метою вчинення тяжких та особливо тяжких злочинів на території Луганської області, куди на підставі наказу ГУМВС України у Дніпропетровській області від 10 грудня 2014 року № 485 особовий склад прибув у розпорядження начальника ГУМВС України в Луганській області разом із частиною особового складу розформованого батальйону патрульної служби міліції особливого призначення «Шахтарськ» ГУМВС України у Дніпропетровській області.
У такий спосіб Онищенко Руслан Ілліч до кінця грудня 2014 року створив організовану групу, до складу якої увійшов він особисто та кілька міліціонерів роти «Торнадо», які виявили бажання займатися злочинною діяльністю.
У період з кінця грудня 2014 року до кінця травня 2015 року учасники створеної організованої групи в середині спецроти «Торнадо» вчинили у її складі такі злочини:
- незаконне викрадення та позбавлення волі людей, що супроводжувалося заподіянням потерпілим фізичних страждань, вчинене щодо двох чи більше осіб, із застосуванням зброї та здійснюване протягом тривалого часу;
- умисне заподіяння сильного фізичного болю, фізичного, морального страждання шляхом нанесення побоїв, мучення, інших насильницьких дій з метою примусити потерпілих вчинити дії, що суперечать їх волі, у тому числі отримати від них відомості чи визнання, чи з метою покарати потерпілих за дії, у скоєнні яких вони підозрювалися, а також з метою залякування та їх дискримінації;
- насильницьке задоволення статевої пристрасті неприродним способом, поєднане із застосуванням фізичного насильства та погрозою його застосування;
- доведення особи до замаху на самогубство, що є наслідком жорстокого з нею поводження;
- незаконне заволодіння транспортними засобами з погрозою застосування насильства, небезпечного для життя чи здоров`я потерпілого;
- самовільне присвоєння владних повноважень службової особи, поєднане із вчиненням суспільно небезпечних діянь, з використанням форменого одягу працівника правоохоронного органу.

### Арешт командування «Торнадо»
В березні 2015 року військова прокуратура почала кримінальне провадження за статтями 255 (створення злочинної організації), 127 (вчинення насильницьких дій, пов'язаних зі статевим насильством), 115 (вбивство) Кримінального кодексу України за фактом створення міліціонерами окремої роти патрульної служби особливого призначення «Торнадо» управління МВС України в Луганській області злочинної організації та вчинення її співробітниками злочинних дій особливої тяжкості.
17 червня 2015 року за цим провадженням співробітники управління внутрішньої безпеки МВС разом зі слідчими військової прокуратури затримали вісім працівників окремої роти «Торнадо», в тому числі командира цього підрозділу лейтенанта міліції Руслана Онищенка, раніше п'ять разів засудженого. Для всіх вісьмох затриманих, у тому числі сімох співробітників МВС суд обрав запобіжний захід — арешт без застави.
Одразу ж з початком затримань працівників спецроти, її бійці у кількості 100 осіб офіційно оформлених в МВС та ще 70 невідомих осіб зачинилися на своїй базі у приміщенні школи під Лисичанськом та відмовилися допускати на територію бази слідчих.

### Розформування
18 червня 2015 року наказом Міністерства внутрішніх справ України роту «Торнадо» було розформовано. Коментуючи цю ситуацію, у «Торнадо» заявили, що арешт командира пов'язаний із його боротьбою з контрабандою. Голова Луганської обласної військово-цивільної адміністрації Геннадій Москаль, котрий раніше звернувся до МВС, ЗСУ й РНБО з вимогою роззброїти через злочинну діяльність батальйони «Торнадо» і «Чернігів», заявив, що такими заявами бійці лише прикривають свою негідну поведінку. За його словами, воювати підрозділ не бажає і ніколи не брав участь у бойових операціях, а перетворився в організоване злочинне угруповання.

## Після розформування
9 жовтня 2015 підрозділ у складі бійців, що пройшли додаткову спецперевірку, увійшов до складу полку «Миротворець».
Колишньому бійцю роти Олександру Пугачову (позивний «Гаммі») інкримінували вбивство двох поліцейських Дніпра, котре, за свідченнями очільника УАВЗ Георгія Учайкіна, було здійснено зі зброї, відібраної в патрульного.
Хід судового процесу над бійцями роти був у 2020 році описаний Русланом Онищенком у книзі «Синдром Торнадо» (ISBN 978-617-674-050-6).
26 листопада 2024 року колишній боєць батальйону «Торнадо» вбив викладача Західноукраїнського національного університету Ігоря Давидовича та його дружину в їх квартирі в Тернополі. 37-річного колишнього міліціонера, бійця скандального батальйону «Торнадо», у 2017 році вже судили за незаконне позбавлення волі або викрадення людини. 7 квітня 2017 року Оболонський райсуд Києва визнав його винним у вчиненні злочину та визначив остаточне покарання у виді 5 років позбавлення волі зі встановленням іспитового строку тривалістю 2 роки та з позбавленням спеціального звання – молодший сержант міліції.